# ظهر المالح
ظهر المالح، قرية فلسطينيه تقع غرب مدينة جنين، وتبعد عنها حوالي 25 كيلومترا، وترتفع القرية عن سطح البحر حوالي الـ 430 مترا. يخترق حدودها جدار الفصل العنصري الذي بنته سلطات الاحتلال الإسرائيلي عام 2003 ويفصلها عن قرية طورة الغربية بعد أن كانتا تشكلان قرية واحدة، وعن خربة الرعدية التي تتبعها إداريا.

## الموقع
تقع القرية على بعد 25 كيلومترا إلى الغرب مدينة جنين، وإلى الشمال من بلدة يعبد، وتحدها من الغرب خربة الرعدية التي تتبعا إداريا، وقرية ومحمية أم الريحان، وبلدة برطعة إلى الجنوب الغربي، ومن الجنوب طورة الغربية، ومن الشمال قرية عانين التي تبعد عنها حوالي 5 كيلومترات. تحاصر القرية مستعمرات «شاكيد» التي تقع على بعد 2 كيلو مترًا إلى الشمال الشرقي، و«حانيت» و«تل منشة» ومدرسة «عومر» الاستيطانية إلى الشمال، وريحان في الجنوب الغربي على بعد حوالي 2 كم. تحاصر القرية مستوطنة شاكيد التي تقع إلى الشرق من القرية وتبعد مسافة لا تزيد على 350 مترًا منها، وحانيت التي تبعد عنها 500 متر إلى الشمال، ومدرسة «عومر» الاستيطانية التي تبعد 1000 متر إلى الغرب من القرية، وتل منشه إلى إلى الغرب.

## السكان
جميع سكان القرية من عائلة الخطيب، وقد بلغ عددهم عام 2001 الـ280،[بحاجة لمصدر] وتراجع حسب تعداد العام 2021 ال210 أفراد. تمنع سلطات الاحتلال الإسرائيلي البناء في القرية ظهر المالح، لكونها تابعة للمنطقة «ج»، وقد تسببت تضييقات الاحتلال على السكان بنزوح الكثير من أهل القرية إلى طورة الغربية المجاورة.

## القرى المغلقة

### عزل وبوابات
ظهر المالح هي واحدة من ثماني قرى في محافظة جنين توصف بـ«القرى المغلقة»، حيث تحولت عقب إقامة جدار الفصل الإسرائيلي إلى جيوب مغلقة تحاصرها المستوطنات والجدار وتحدّ الحركة منها وإليها ببوابات وحواجز تقتح في ساعات محددة، وهذه القرى هي ظهر المالح، وأم الريحان، وخربة عبد الله اليونس، وخربة الرعدية، وتجمع سعد الله في العمرة، وبرطعة الشرقية، وخربة برطعة، والتجمع البدوي عرب الحمدون.
يخترق الجدار الإسرائيلي حدود القرية ويفصل قرى غرب جنين عن محيطها، ويغلق الجانب الجنوبي من الرعدية. إضافة إلى ذلك فقد أقام الجيش الإسرائيلي معسكراً في شرق القرية يفصلها عن خربة الرعدية التابعة لها، وتحدد الحواجز والجدار حركة أهالي القرية، وتجبرهم على على الدخول والخروج عبر بوابات تفتح من السابعة صباحا إلى السابعة مساءً، وتغلق لساعتين في منتصف النهار من العاشرة وحتى الثانية عشرة، ويفتش جنود الاحتلال المواطنين الداخلين والخارجين من القرية.

### سياسات الاحتلال في المنطقة «ج»
تقع القرية ضمن الأراضي التي تصنفها ملحقات اتفاقية أوسلو بالمنطقة «ج» أو "C"، وتمنع سلطات الاحتلال الفلسطينيين من إقامة بنى تحتية في هذه المنطقة. كما منعت سلطات الاحتلال بناء مدرسة ومسجد في المكان، وترفض إصدار تراخيص للبناء في القرية، وقد تعرضت عدة بيوت ومنشآت للهدم بحجة عدم الترخيص. تعاني القرية من نقص في بنى التحتية والخدمات، وتمنع إسرائيل إدخال مواد لصيانة شبكة الكهرباء، وتعاني القرية من نقص في التيار الكهربائي، حيث تصلها الكهرباء لساعات قليلة يوميا، في حين ترفض إسرائيل ربط القرية بشبكة الكهرباء القطرية.

## النشاط الاقتصادي
نتيجة للتضييقات تبلغ نسبة البطالة في القرية 75%، ويعمل جزء من السكان بتجارة الفحم، وآخر في وظائف في مرافق السلطة الفلسطينية أوالقطاع الخاص.